# Pontificio istituto di spiritualità Teresianum
Il Pontificio istituto di spiritualità Teresianum è un centro di studio e di preparazione all'insegnamento e alla formazione nel campo della teologia della vita spirituale. 
Lo studio verte su sacra scrittura e maestri della vita spirituale, storia della spiritualità e psicologia. 
È stato fondato nel 1957 e la sede è a Roma, presso la Pontificia facoltà teologica Teresianum.